# Tungerloh-Pröbsting
Tungerloh-Pröbsting ist eine münsterländische Bauerschaft und ein Teil der Stadt Gescher im Kreis Borken in Nordrhein-Westfalen. Bis 1969 war Tungerloh-Pröbsting eine Gemeinde im alten Kreis Coesfeld.

## Geografie

Die Bauerschaft Tungerloh-Pröbsting südlich von Gescher im 19. Jahrhundert

Tungerloh-Pröbsting liegt südlich der Kernstadt Gescher und wird durch die Berkel von der nordöstlich angrenzenden Bauerschaft Tungerloh-Capellen getrennt. Die ehemalige Gemeinde Tungerloh-Pröbsting besaß eine Fläche von 28,4 km². Teile von Tungerloh-Pröbsting liegen in den Landschaftsschutzgebieten Velen-Tungerloh-Pröbsting und Tungerloh-Pröbsting Ost.

## Geschichte
Die Bauerschaft Tungerloh-Pröbsting gehörte im Alten Reich bis zum Reichsdeputationshauptschluss zum Kirchspiel Gescher des Hochstifts Münster. Es wurde vom Amt Ahaus verwaltet.
Durch den Reichsdeputationshauptschluss wurde es 1803 Teil des Fürstentums Salm, welches bereits 1811 von Frankreich annektiert wurde. Tungerloh wurde vorübergehend dem Arrondissement Rees im Département Ober-IJssel (Yssel-Supérieur) zugeordnet; das Arrondissement wurde bereits am 27. April desselben Jahres in das neu geschaffene Département Lippe umgegliedert.
Im November 1813 kam die Gemeinde Tungerloh-Pröbsting zu Preußen und gehörte zunächst zur Bürgermeisterei Gescher im 1816 gegründeten Kreis Coesfeld.
Mit der Einführung der Westfälischen Landgemeindeordnung wurde 1843 aus der Bürgermeisterei Gescher das Amt Gescher, zu dem die sechs Gemeinden Büren, Estern, Gescher, Harwick, Tungerloh-Capellen und Tungerloh-Pröbsting gehörten.
Aus einem im Süden der Gemeinde liegenden Torfwerk und der zugehörigen Arbeitersiedlung entwickelte sich im Verlauf des 20. Jahrhunderts der heutige Ortsteil Hochmoor.
Durch das Gesetz zur Neugliederung von Gemeinden des Landkreises Coesfeld wurden am 1. Juli 1969 alle sechs Gemeinden des Amtes Gescher, darunter auch Tungerloh-Pröbsting, zur neuen Stadt Gescher zusammengeschlossen. Diese wurde 1975 Teil des neuen Kreises Borken. Damit endete die 159-jährige Zugehörigkeit zum Kreis Coesfeld. Bereits im Alten Reich war die Amtsgrenze zwischen Ahaus und Horstmar (zu dem Coesfeld gehörte) am Ostrand von Tungerloh, zeitweise war dies sogar eine Landesgrenze zu Salm-Horstmar (1803–1806) bzw. zum Großherzogtum Berg (1806–1811).

## Einwohnerentwicklung
| Jahr | Einwohner | Quelle |
| ---- | --------- | ------ |
| 1858 | 654       | [ 3 ]  |
| 1885 | 610       | [ 4 ]  |
| 1910 | 780       | [ 5 ]  |
| 1939 | 1375      | [ 6 ]  |
| 1950 | 1450      | [ 1 ]  |
| 1969 | 2144      | [ 1 ]  |

## Gegenwart
Ein Träger des lokalen Brauchtums ist die St. Antonius Schützengilde Tungerloh-Pröbsting. Die Naturschutzgebiete Fürstenkuhle und Kuhlenvenn liegen im ehemaligen Gemeindegebiet. Ein Baudenkmal ist Egberdings Mühle, eine Doppelmühlenanlage mit Stauanlage an der Berkel.